# شورش ۱۹۴۷ عدن

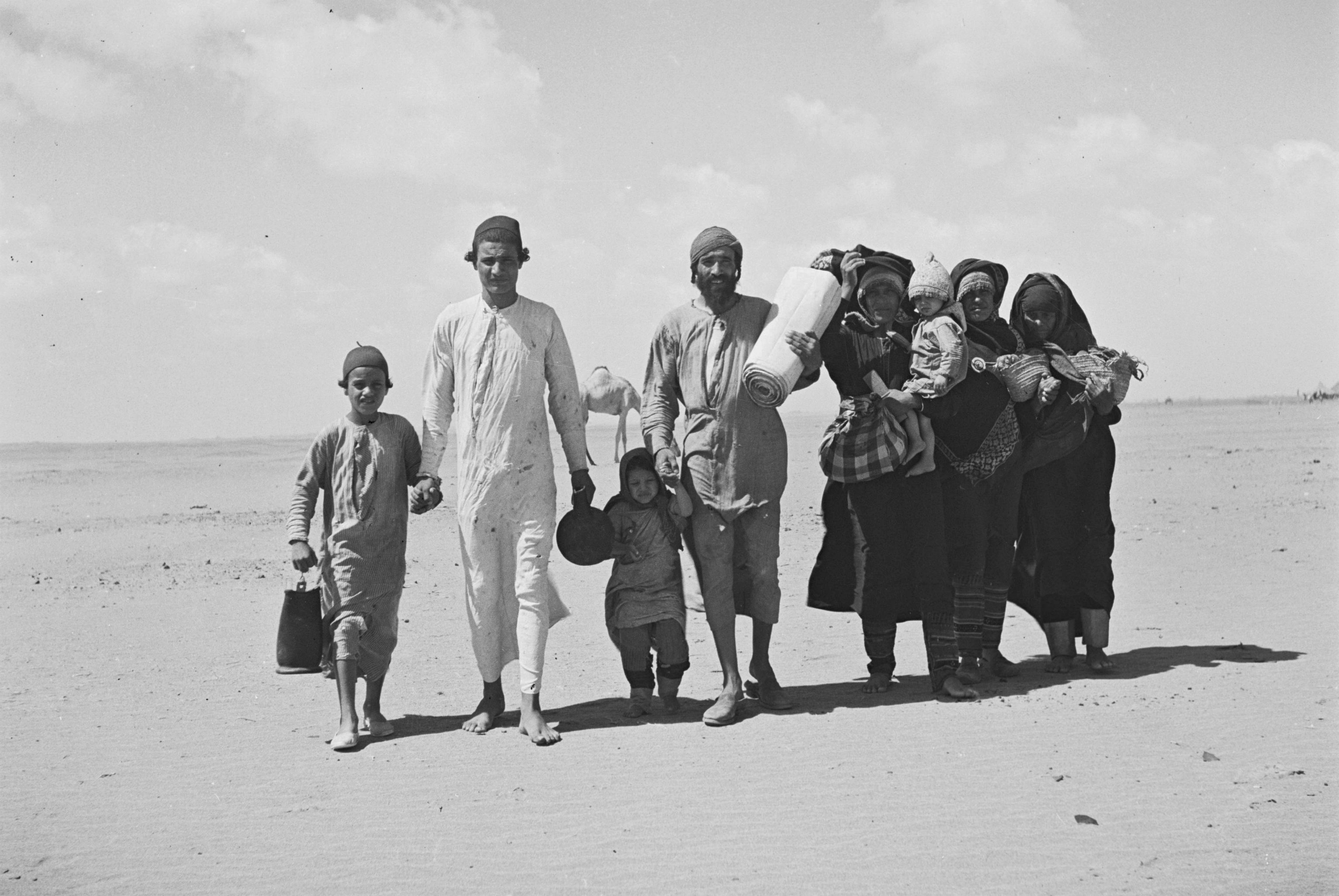
نگاره‌ای تاریخی از یک خانوادهٔ یهودی یمنی در دسامبر ۱۹۴۷ میلادی، در حین فرار از عدن در پی شورش اعراب علیه یهودیان که به کشته‌شدن حداقل ۷۶ یهودی و مهاجرت بسیاری به اسرائیل انجامید.

شورش ۱۹۴۷ عدن (انگلیسی: 1947 Aden riots) به سه روز خشونت در بخش یهودی‌نشین عدن گفته می‌شود که با حمله اعضای جامعه عرب یمنی در اوایل دسامبر ۱۹۴۷ به یهودیان و در اعتراض به طرح سازمان ملل برای تقسیم فلسطین (۲۹ نوامبر ۱۹۴۷) رخ داد. این حمله یکی از خشونت‌بارترین حمله‌ها به جامعه یهودیان مزراحی در دوران جدید است و بین ۶۲ تا ۸۲ یهودی، ۳۳ عرب، ۴ مسلمان هندی و ۱ سومالیایی طی آن کشته شدند. این شورش همین‌طور به انهدام گسترده جامعه یهودی عدن منجر شد.